# Progressione del record olimpico dei 400 metri piani maschili
La tabella sottostante riporta la progressione del record olimpico nella specialità dei 400 metri piani maschili. 
| Tempo  | Atleta            | Paese       | Luogo             | Data        | Note            |
| ------ | ----------------- | ----------- | ----------------- | ----------- | --------------- |
| 54”1/5 | Tom Burke         | Stati Uniti | Atene             | 7 apr 1896  |                 |
| 50”2/5 | Maxwell Long      | Stati Uniti | Parigi            | 14 lug 1900 |                 |
| 49”2/5 | Maxwell Long      | Stati Uniti | Parigi            | 15 lug 1900 |                 |
| 49”1/5 | Harry Hillman     | Stati Uniti | Saint Louis       | 29 ago 1904 |                 |
| 48”2/5 | Wyndham Halswelle | Regno Unito | Londra            | 22 lug 1908 |                 |
| 48”2   | Charles Reidpath  | Stati Uniti | Stoccolma         | 22 lug 1912 |                 |
| 48”0   | Josef Imbach      | Svizzera    | Parigi            | 10 lug 1924 |                 |
| 47”4/5 | Horatio Fitch     | Germania    | Parigi            | 11 lug 1924 |                 |
| 47”3/5 | Eric Liddell      | Regno Unito | Parigi            | 11 lug 1924 |                 |
| 47”2   | Bill Carr         | Stati Uniti | Los Angeles       | 4 ago 1932  |                 |
| 46”2   | Bill Carr         | Stati Uniti | Los Angeles       | 5 ago 1932  | Record mondiale |
| 46”2   | Arthur Wint       | Giamaica    | Londra            | 5 ago 1948  |                 |
| 45”9   | George Rhoden     | Giamaica    | Helsinki          | 25 lug 1952 |                 |
| 45”9   | Herbert McKenley  | Giamaica    | Helsinki          | 25 lug 1952 |                 |
| 45”9   | Otis Davis        | Stati Uniti | Roma              | 3 set 1960  |                 |
| 45”5   | Otis Davis        | Stati Uniti | Roma              | 5 set 1960  |                 |
| 44”9   | Otis Davis        | Stati Uniti | Roma              | 6 set 1960  | Record mondiale |
| 44”9   | Carl Kaufmann     | Germania    | Roma              | 6 set 1960  | Record mondiale |
| 44”8   | Lee Evans         | Stati Uniti | Città del Messico | 17 ott 1968 |                 |
| 43”86  | Lee Evans         | Stati Uniti | Città del Messico | 18 ott 1968 | Record mondiale |
| 43”71  | Quincy Watts      | Stati Uniti | Barcellona        | 3 ago 1992  |                 |
| 43”50  | Quincy Watts      | Stati Uniti | Barcellona        | 5 ago 1992  |                 |
| 43”49  | Michael Johnson   | Stati Uniti | Atlanta           | 29 lug 1996 |                 |
| 43”03  | Wayde van Niekerk | Sudafrica   | Rio               | 14 ago 2016 | Record mondiale |